# Hunter, Arkansas
Hunter là một thị trấn thuộc quận Woodruff, tiểu bang Arkansas, Hoa Kỳ. Năm 2010, dân số của thị trấn này là 105 người.

## Dân số
- Dân số năm 2000: 152 người.
- Dân số năm 2010: 105 người.